# Jauhar

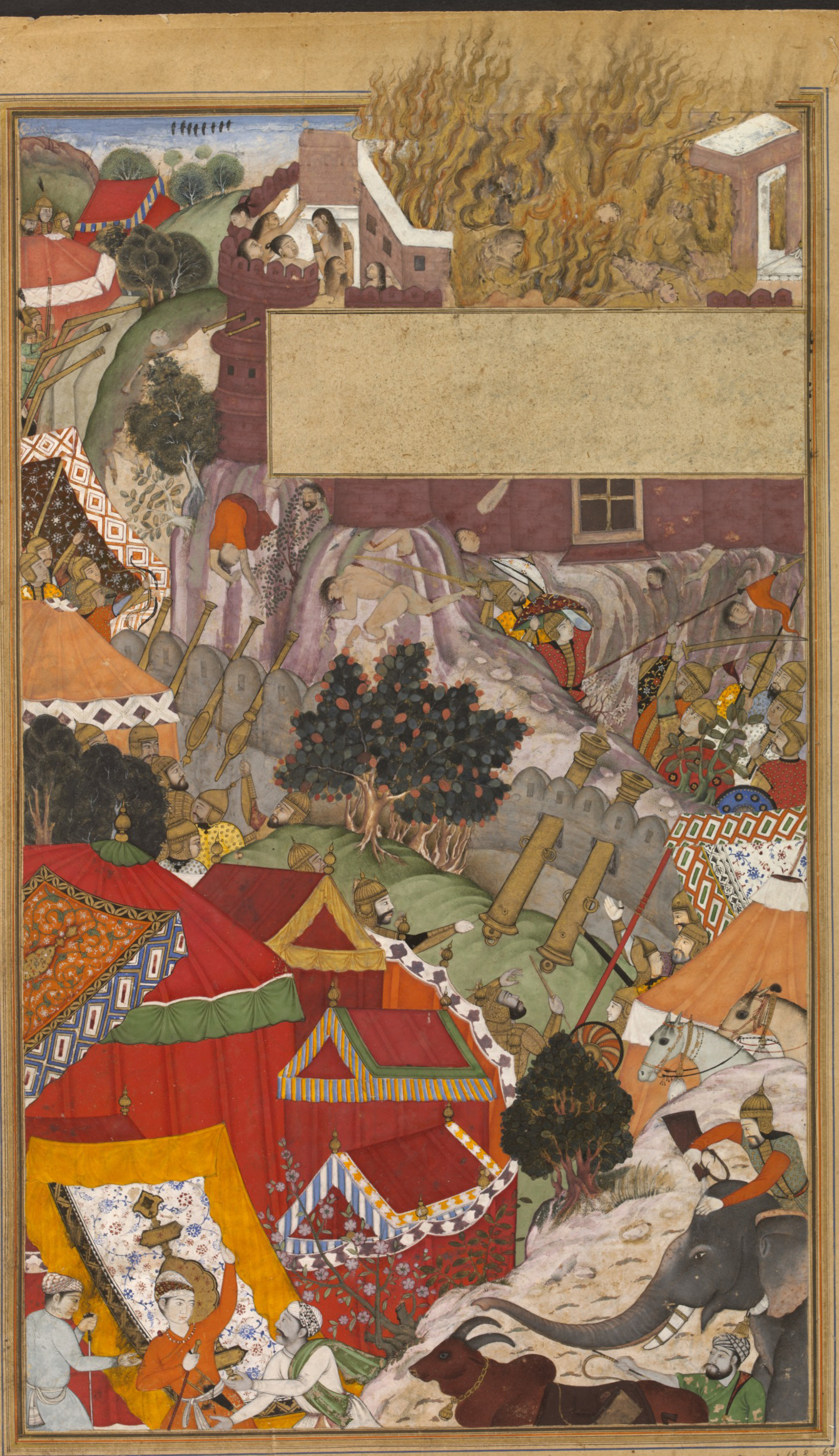
Jahuar i Chitor

Jauhar, ibland Jowhar eller Juhar, var en gammal rit i det hinduiska Indien som innebar att kvinnor begick självmord, ofta gruppvis, genom att bränna sig levande för att undvika att bli tillfångatagna och våldtagna av en fiendearmé. Denna rit ägde normalt rum när ett nederlag inför fienden ansågs oundviklig och en stad ansågs stå inför sitt fall, och den kombinerades med att stadens män samtidigt eller strax efter marscherade ut från staden och lät sig dödas av fienden i en rit känd som Saka.

## Ursprung
Ritens ursprung är okänd. Den är omtalad från Alexander den stores invasion av Indien på 300-talet f.Kr., eller åtminstone 700-talet, fram till 1700-talet. 
Jauhar-riten har ibland föreslagits ha sitt ursprung under Alexander den stores invasion av nordvästra Indien. När Alexanders armé hade besegrat den indiska Agalossoi-stammen och stod redo att erövra en av dess städer, antände stadens innevånare själva sin stad, och 20.000 civila brände sedan sig själva till döds. Detta gällde dock inte enbart kvinnor, utan även män och barn. Under Alexanders krigföring i Indien utövade även Malli-stammen en liknande sed, då de brände sig själva inne i sina hem vid nederlag. Även i detta fall gällde det dock inte enbart kvinnor utan civila i allmänhet av båda könen. Det har trots detta teoretiserats att den senare jauhar-riten utvecklades från denna tid. 
Andra teorier hävdar att jahuar tvärtom uppkom under konflikterna mellan muslimer och hinduer efter de muslimska invasionerna i norra Indien under medeltiden. Det är omtvistat om riten har något samband med det närliggande änkebränning. Fiendens erövring av en stad innebar som regel att män dödades medan kvinnor våldtogs och dödades eller togs som slavar. När mogulriket under Aurangzeb erövrade det hinduiska Bundelkhand i december 1634 begick många av stadens kvinnor jauhar, medan de kvarvarande kvinnorna blev slavar i muslimska harem, och deras män tvingades konvertera till islam eller bli avrättade. Jauhar utfördes för att undvika att kvinnor utsattes för våldtäkt och förslavande av segrarna. 

## Praktik
Jauhar utfördes när en stad stod inför en övermäktig fiende, och snart förväntades erövras av denna. Kvinnorna brände då sig själva genom att kasta sig på brinnande bål tillsammans med sina barn, eller låta sig brännas inne i sina hem. Samtidigt, eller strax därpå, marscherade deras män rituellt ut på slagfältet och lät sig dödas av fienden. 
Metoden att dö just genom att brännas valdes för att undvika att kvinnans döda kropp skulle utsättas för rituell sexuell förnedring av erövrarna, vilket inte var ovanligt vid denna tid. 

## Historik
Den kanske första gången Jauhar-riten finns omtalad var under det muslimska Umayyadkalifatets invasion av Indien under Muhammad bin Qasim. När Muhammad bin Qasim attackerade det hinduiska kungadömet Sindh år 712, dödade han dess kung Raja Dahir på slagfältet och belägrade dess huvudstad, vars försvar organiserades av den döde kungens änka, drottning Ladi. Ladi försvarade staden i flera månader, men när dess matförråd tog slut och det stod klart att de inte kunde hålla den längre, vägrade dess kvinnor enligt legenden att ge upp staden, och valde istället att resa likbål och bränna sig själva däri, samtidigt som stadens återstående män vandrade ut på slagfältet för att dödas av fienden; männens rit att låta sig dödas på slagfältet på detta sätt efter eller under kvinnornas jauhar kallades saka. 
Efter 712 års händelse i Sind upprepades samma scen vid ett flertal tillfällen, då en stads kvinnor kastade sig i likbål efter att, eller samtidigt som, deras män hade dött på slagfältet och fiendens seger och erövring av staden ansågs oundviklig. Detta ägde rum när det muslimska Delhisultanatet erövrade de hinduiska städerna Gwalior 1232, Jaisalmer 1294 och Ranthambore 1301. 
En särskilt berömd jauhar ska ha ägt rum i Chittor 1303, då sultan Ala-ed-Din Khaldji av Delhi belägrade det hinduiska Chittorgarh, och drottning Padmavati och många andra kvinnor ska ha begått jauhar för att undvika att tas tillfånga av segrarna. Denna jauhuar idealiserades i flera sekel av Rajasthan-diktare, men nutida forskare är osäker på om denna jahuar faktiskt ägde rum eller om den förväxlats med 1301 års jauhar i Ranthambore, som man säkert vet ägde rum. Fler jauharer följde när Delhi tog Kampili 1327, i Jaisalmer i slutet av 1300-talet, i Gagron 1423, och när Mogulriket erövrade Chanderi 1528. Den hinduiska staden Raisen attackerades upprepade gånger av det muslimska Mogulriket, vilket ledde till jauharer 1528, 1532 och 1543. 
1568 års Jauhuar i Chittor blev även den särskilt berömd. Staden föll våren 1568 efter att ha varit belägrad av Mogulriket under Akbar den store sedan september föregående år. Stadens kvinnor begick jauhar, varpå stadens män tågade ut ur staden nästa morgon och lät sig dödas på slagfältet genom saka-riten. När mogulerna sedan tågade in i staden beskrevs den som ingenting annat än ett stort krematorium. Muslimer kommenterade det med att hindukvinnorna hade tvingats dö av sina män, och att deras män sedan hade kastat bort sina egna liv i onödan. Massakern tillägnades sedan en lokal festival med namnet Holi.
Ett sent exempel på jahuar återges från år 1710, när amir Mir Fazlullah erövrade Daddanala i Andhra Pradesh och stadens kvinnor antände stadens hus och lät innebränna sig själva.

## Exempel
- Rani Karnavati, 1534
- Rani Durgavati, 1564